# Bernard de Quatrebarbes
Pour les autres membres de la famille, voir Famille de Quatrebarbes.
Bernard de Quatrebarbes, né en janvier 1840 à Nantes et mort le 23 novembre 1867 à Rome, est un zouave pontifical.

## Biographie

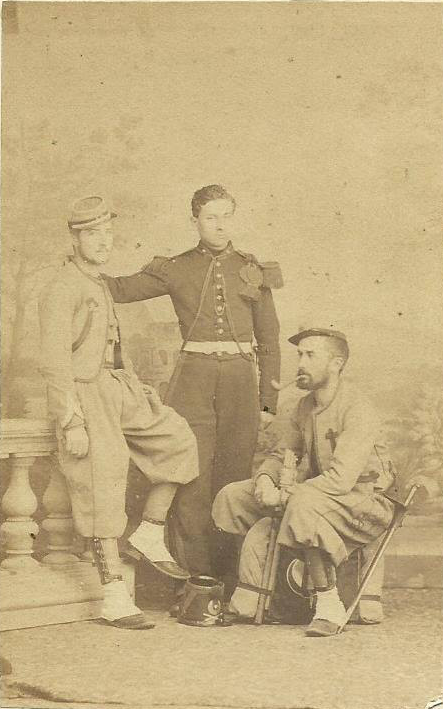
Zacharie du Reau, Bernard de Quatrebarbes, Raoul de Villoutreys.

Bernard de Quatrebarbes est un membre de la famille de Quatrebarbes. Il est le fils de Louis-Hyacinthe de Quatrebarbes.
Après avoir été déclaré admissible à l'École polytechnique, il s'engage en 1860 comme simple soldat dans les Zouaves pontificaux puis devient lieutenant. Il est blessé mortellement à la bataille de Monterotondo le 25 octobre 1867 et meurt à Rome le 23 novembre 1867.